# Ellipteroides ebenomyia
Ellipteroides ebenomyia är en tvåvingeart som först beskrevs av Alexander 1959.  Ellipteroides ebenomyia ingår i släktet Ellipteroides och familjen småharkrankar.
Artens utbredningsområde är Nepal. Inga underarter finns listade i Catalogue of Life.